# Atalaya del Cortijuelo
La Atalaya del Cortijuelo es una de las torres ópticas que formaban parte del sistema defensivo del castillo de Montefrío. Está situada muy próxima a la localidad española de Montefrío (provincia de Granada), conectando visualmente con él, y es de época nazarí. Su localización cartográfica es la siguiente: M.M.E., E. 1/50.000, hoja 1008, cuadrícula 408 / 4132.

## Descripción
Se trata de una torre cilíndrica, de 5 m de altura (aunque en su origen fue posiblemente mayor), maciza, construida con obra de mampostería en hiladas, con piedras de tamaño medio, levantada mediante encofrado, puesto que existen huellas de mechinales. Se conserva en buen estado.